# Franciszek Strzelczyk
Franciszek Strzelczyk (ur. 18 sierpnia 1940 w Suliszewie) – polski inżynier elektrotechnik, profesor nauk technicznych, w latach 1990–2007 dyrektor Instytutu Techniki Cieplnej w Łodzi.

## Życiorys
W 1963 ukończył studia na Wydziale Elektrycznym Politechniki Łódzkiej. Doktoryzował się tamże w 1970, natomiast stopień doktora habilitowanego uzyskał w 1981 na Politechnice Śląskiej. Tytuł naukowy profesora nauk technicznych otrzymał 30 czerwca 2003. Specjalizuje się w automatyzacji, pomiarach i eksploatacji elektrowni węglowych.
W latach 1963–2010 pracował na stanowiskach asystenta, adiunkta, docenta i profesora nadzwyczajnego na Politechnice Łódzkiej. Od 1984 do 1988 i obecnie zatrudniony na Politechnice Świętokrzyskiej. W latach 1990–2007 pełnił funkcję dyrektora Instytutu Techniki Cieplnej w Łodzi. Był również członkiem Komitetu Problemów Energetyki PAN.
Współautor piątego, całkowicie zmienionego i rozszerzonego wydania podręcznika akademickiego pt. Elektrownie Macieja Pawlika.